# 田原親宏
田原 親宏（たわら ちかひろ）は、戦国時代の武将。大友氏の家臣。
初名は親実（ちかざね）。田原親述の子で、同母兄・田原親董（ちかただ）の養子になった。大友義鑑の時代から大友家に仕えており、天文3年（1534年）の勢場ヶ原の戦いで大内義隆配下の陶興房と戦った。田原家は大友家の庶家で実力も大きく、「豊後の大身中最も有力」「豊後の最も勢力ある大身」（天正7年のフランシスコ・カリアン書簡より）と言われるほどの実力者であった。そのため歴代の大友家当主をはじめ、義鑑・宗麟（義鎮）も親宏の実力には警戒しており、年寄から解任して中枢から排除したり豊後国外へ追放したりした。天文12年（1543年）に出雲、その後に大内義隆を頼っているのは義鑑により追放されたためである。
だが二階崩れの変で義鑑が死去し、義鎮が跡を継いだ2年後に帰参を許されて国東郡安岐郷や国東郷政所職を与えられている。その後は大友家の主な合戦に参加し、弘治3年（1557年）に大内義長が毛利元就に敗れて自害すると豊前など北九州の旧大内領制圧に貢献。永禄年間には大内氏を滅ぼして北九州にまで進出してきた毛利氏と豊前など各地を転戦して戦った。
永禄2年（1559年）8月22日、親宏と田原親賢と佐田隆居ら大友勢豊前方面軍は、毛利元就の調略に応じ挙兵した豊前国人・西郷隆頼や野仲鎭兼らの不動岳城、西郷城を攻略した。この元就の調略を響応するように門司城、花尾城、香春岳城も浪人一揆で占拠せれ挙兵した。義鎮は、田原親宏に、不動岳城攻略を賞しつつ、「しかれども門司・花尾・香春岳未だ落去せず、残党足を抜かないよう討ち果たすべし」との書状を送っている。
9月16日、大友義鎮は親宏、親賢、隆居らに命じて門司城を攻撃させる。これに対し、元就は嫡男の毛利隆元・三男の小早川隆景らを門司城へ後詰に向かわせた。隆景は児玉就方に海上封鎖を命じる一方、門司と小倉の間に乃美宗勝の軍勢を上陸させて大友勢を攻撃し、さらに水軍を展開して大友軍の退路を断つなどしたため、大友方は退却を余儀なくされた。26日、軍勢を整えた親宏、親賢、隆居ら大友軍は門司城を攻めて、隆居が本丸一番乗りを果たし、田原親賢から感状を受けた。また、毛利方の門司城督・波多野興滋や波多野兵庫、須子大蔵丞らを討ち取った。
親宏の戦功は大きく、永禄10年（1567年）には宗麟より豊前における戦功を賞されている。以後も永禄11年（1568年）の高橋鑑種攻め、永禄13年（1570年）の毛利軍との決戦（多々良浜の戦い）などに参加して戦功を挙げた。しかし宗麟は親宏の戦功を賞しながらも実力を警戒し、親宏の所領を奪って武蔵田原氏という庶流の田原親賢に与えたりして田原家の内紛を誘ったりした。
天正6年（1578年）11月の耳川の戦いで大友軍が島津軍に敗れて衰退すると、12月に親宏は豊後府内から出奔して居城のある国東郡の安岐城に戻った。そして宗麟・義統父子に対してかつて宗麟が奪って親賢に与えた旧領を返還するように強要する。一方で縁戚の秋月種実らと共謀して挙兵の準備も進めるなどした。このため大友父子は死の覚悟を決めて家臣団を慰撫する一方、親宏に対しても要求を容れて旧領を返還した。だが親宏は挙兵して豊後府内を攻撃し、大友父子を討とうとした。当時、親宏が挙兵して府内を襲撃すれば大友家は必ず滅亡すると宣教師などに判断されていた。だが挙兵直前になって病に倒れた親宏は、天正7年（1579年）に急死した。跡を婿養子の親貫が継いだ。